# Георги Аяновски
Георги Аяновски (на македонска литературна норма: Георги Ајановски) e журналист и писател от Северна Македония.

## Биография
Роден е в град Воден, Южна Македония, Гърция в 1940 година. Син е на активиста на СНОФ Вангел Аяновски.
По време на Гражданската война в Гърция е изведен в Югославия в групата на така наречените деца бежанци. Завършва журналистика в Скопския университет. Работи като сътрудник и редактор във вестниците „Вечер“, „Журнал“ и „Нова Македония“. Постоянен кореспондент на последния вестник в Москва (1979-1983). По-късно е и главен редактор на „Нова Македония“. Основател и директор на ежедневника „Македония денес“ и седмичника „Денес“ (2001 -2006) г.
Член е на Дружеството на писателите от Македония от 1974 година. Автор е на романа за деца „Вани“ (част I 1973, част II 1998) и на публицистичната книга „Ирина Гинова - Мирка“ (1992).
Аяновски е активист на егейската емиграция в Северна Македония.